# Robert Dinwiddie

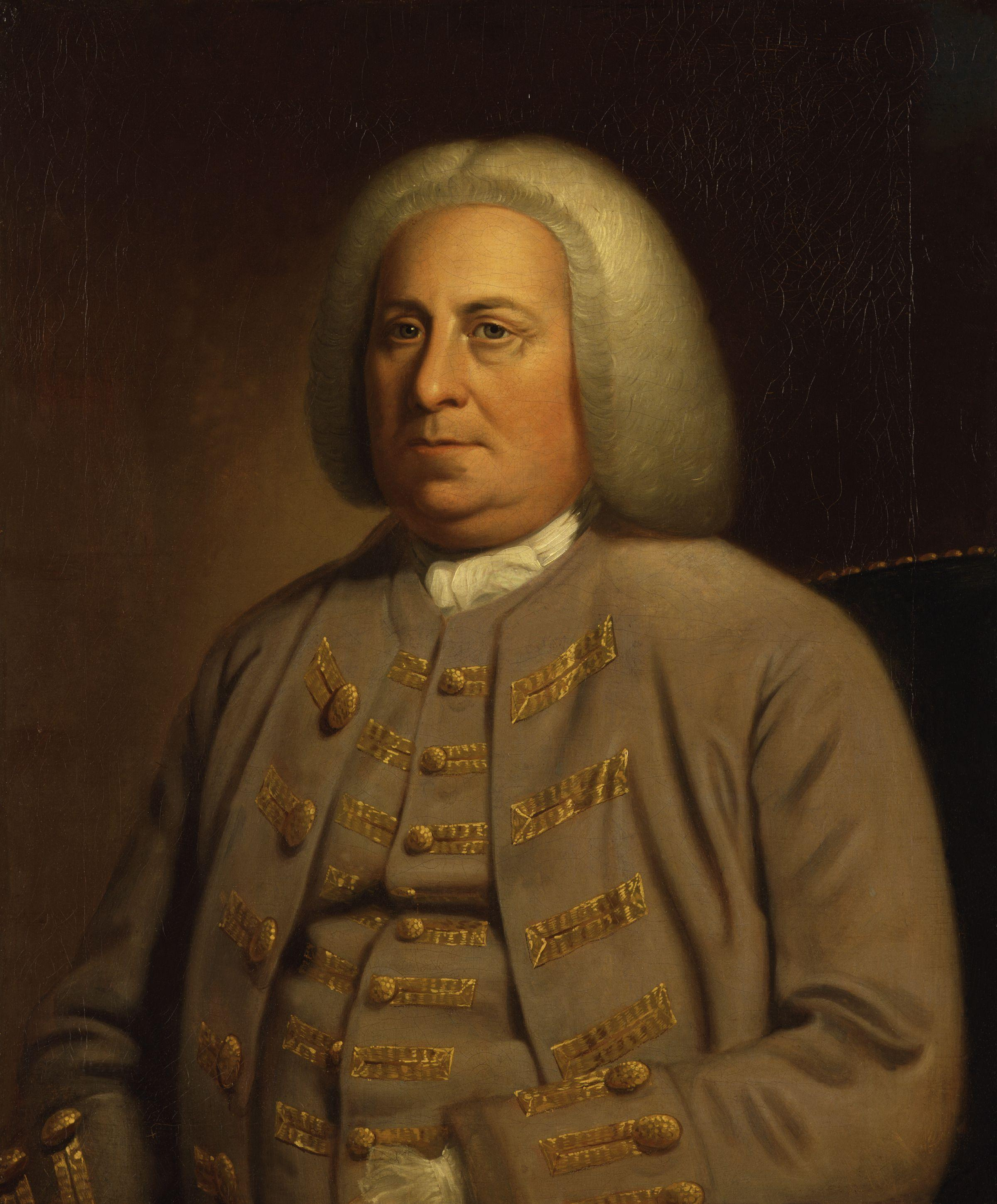
Robert Dinwiddie

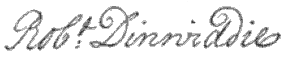
Signatur

Robert Dinwiddie (* 1692 in Glasgow, Schottland; † 27. Juli 1770 in Clifton bei Bristol, England) war ein britischer Kolonialbeamter, der von 1751 bis 1758 als Lieutenant Governor, d. h. als stellvertretender Gouverneur der Kolonie Virginia diente. Da seine nominellen Vorgesetzten – bis Juli 1756 Gouverneur Willem van Keppel, 2. Earl of Albemarle, danach Gouverneur John Campbell, 4. Earl of Loudoun – während des größten Teils ihrer Amtszeit nicht in der Kolonie residierten, war Dinwiddie der tatsächliche Chef der Exekutive in Virginia.

## Werdegang
Als solcher spielte er eine entscheidende Rolle im Vorfeld des Franzosen- und Indianerkrieges, jenes Teilkonflikts des Siebenjährigen Krieges, den Großbritannien und Frankreich um ihre jeweiligen Kolonien in Nordamerika ausfochten. Für Dinwiddie lag es im Interesse Virginias und der übrigen 12 britischen Kolonien, zu verhindern, dass die Franzosen ihre Besitzungen von Kanada aus bis ins Ohio-Tal ausdehnten. Zur britischen Besiedelung der Gebiete westlich der Allegheny Mountains war bereits die Ohio Company gegründet worden, an der Dinwiddie Anteile besaß.
Auf die Nachricht vom Bau französischer Stützpunkte – Fort Presque Isle nahe dem Eriesee und Fort Le Boeuf – entsandte er im Winter 1753–54 eine Mission von nur acht Mann unter dem jungen George Washington, um die Franzosen zum Rückzug aufzufordern. Noch bevor deren Ablehnung seiner Forderung bekannt wurde, setzte Dinwiddie im Januar 1754 eine kleine Truppe der virginischen Miliz in Marsch, die am Zusammenfluss von Allegheny und Monongahela Fort Prince George errichten sollten. Die Franzosen vertrieben die Virginier von dort am 17. April und errichteten an derselben Stelle eine stärkere Festung, Fort Duquesne, aus der das heutige Pittsburgh hervorgehen sollte. Daraufhin griff George Washington am 29. Mai mit frischen Miliztruppen die Franzosen bei Jumonville an, wobei ein französischer Offizier getötet wurde. Die zahlenmäßig überlegenen Franzosen vertrieben nun alle virginischen Truppen aus dem Ohio-Tal. Damit war die Abfolge militärischen Auseinandersetzungen unwiderruflich in Gang gesetzt worden.
Dinwiddie tat nun alles dafür, auch die übrigen Kolonien und das Mutterland für Kampf gegen die Franzosen zu gewinnen. Seine Bestrebungen hatten Erfolg, als Großbritannien General Edward Braddock, mit zwei regulären Regimentern nach Virginia entsandte. Der Krieg endete 1763 mit dem Frieden von Paris, in dem Frankreich auf den größten Teil seiner Besitzungen in Nordamerika verzichten musste.
Dinwiddie hatte Virginia zu diesem Zeitpunkt bereits verlassen. Nicht zuletzt aufgrund des Krieges war seine Amtszeit durch permanente, finanzielle Streitigkeiten mit der Legislative der Kolonie, dem House of Burgesses, geprägt. Im Januar 1758 ging er nach Großbritannien zurück und lebte bis zu seinem Tode in Clifton bei Bristol.
Nach ihm sind das Dinwiddie County und dessen Countyseat, der Ort Dinwiddie, in Virginia benannt. Hiernach wiederum war das Gesangsquartett Dinwiddie Colored Quartet benannt.